# Talafoʻou
Talafoʻou (auch: Talafu) ist ein Ort der Inselgruppe Tongatapu im Süden des pazifischen Königreichs Tonga.
Im Jahr 2021 hatte Talafoʻou 389 Einwohner.

## Geographie
Der Ort liegt zusammen mit Makaunga an der Nordwestecke des östlichen Inselteils von Tongatapu im Distrikt Lapaha. Der Ort liegt am Übergang von der Fangaʻuta Lagoon zur Piha Passage.
Im Süden schließt sich Nukuleka an und im Osten Navutoka.
Im Ort gibt es eine Kirche „Church of Jesus Christ of Latter-day Saints“.

## Klima
Das Klima ist tropisch heiß, wird jedoch von ständig wehenden Winden gemäßigt. Ebenso wie die anderen Orte der Tongatapu-Gruppe wird Talafoʻou gelegentlich von Zyklonen heimgesucht.